# 罗德·斯蒂尔
罗德·斯蒂尔（英語：Rod Steel，1928年12月28日—2009年3月11日），澳大利亚男子击剑运动员。他曾代表澳大利亚参加1954年大英帝国和英联邦运动会击剑比赛，获得一枚银牌和一枚铜牌。